# 凯尔特十字

凯尔特十字的简化版本

凯尔特十字是一个中央交叉处连接着一个圆环的十字之符号。在早期，凯尔特十字通常是指一种立在立方体基座上被称为高十字（high cross——的石碑，石碑中的圆环是被用强化四肢连接的工具。早期的凱爾特十字拥有一个宽广而朴素的正面，并且刻上了许多动物的图案；而到了晚些的时候，其表面则被刻上了诗歌里的题词。

## 用法及历史

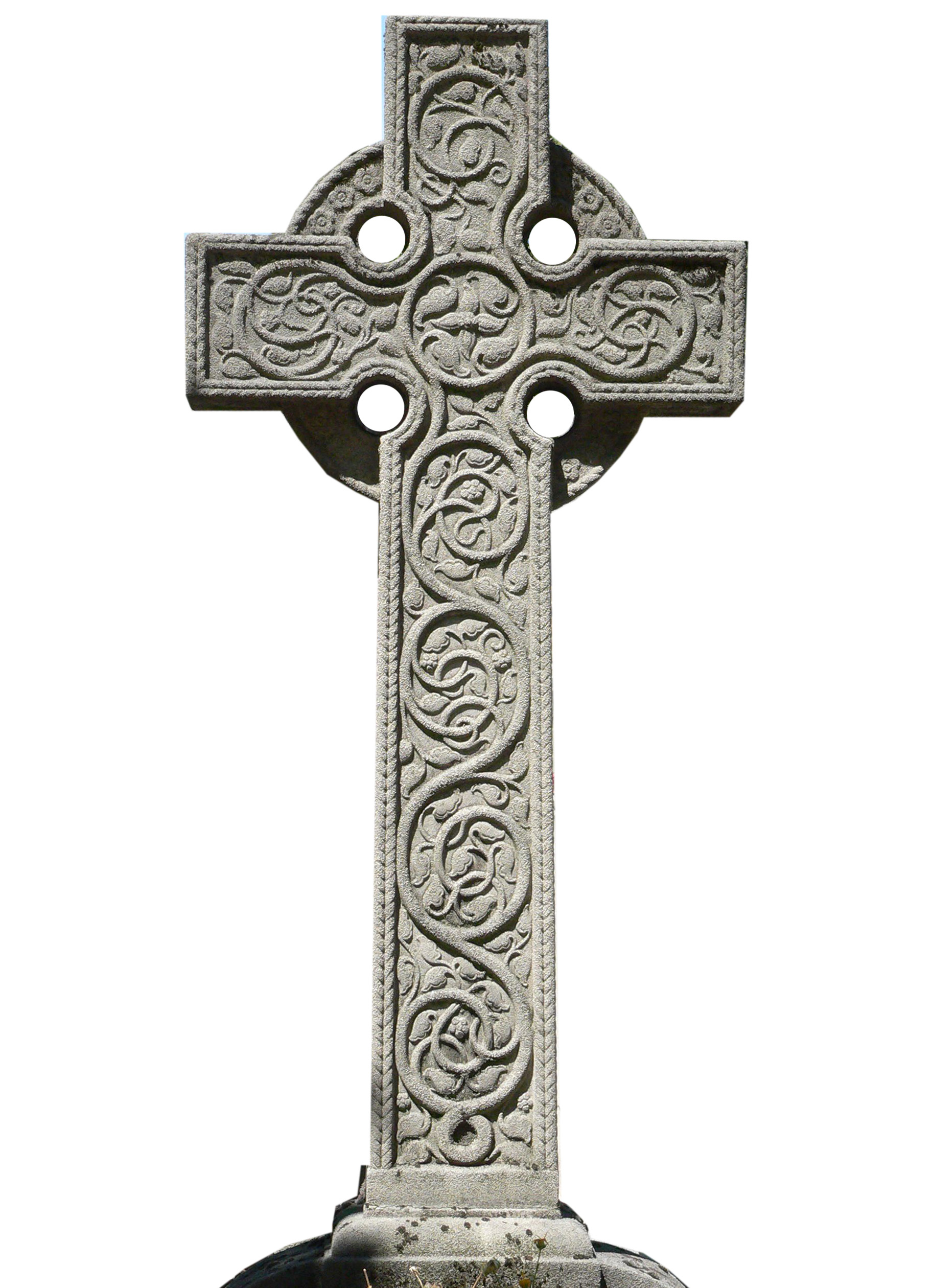
一个近代的凯尔特十字，位于巴黎拉雪兹神父公墓

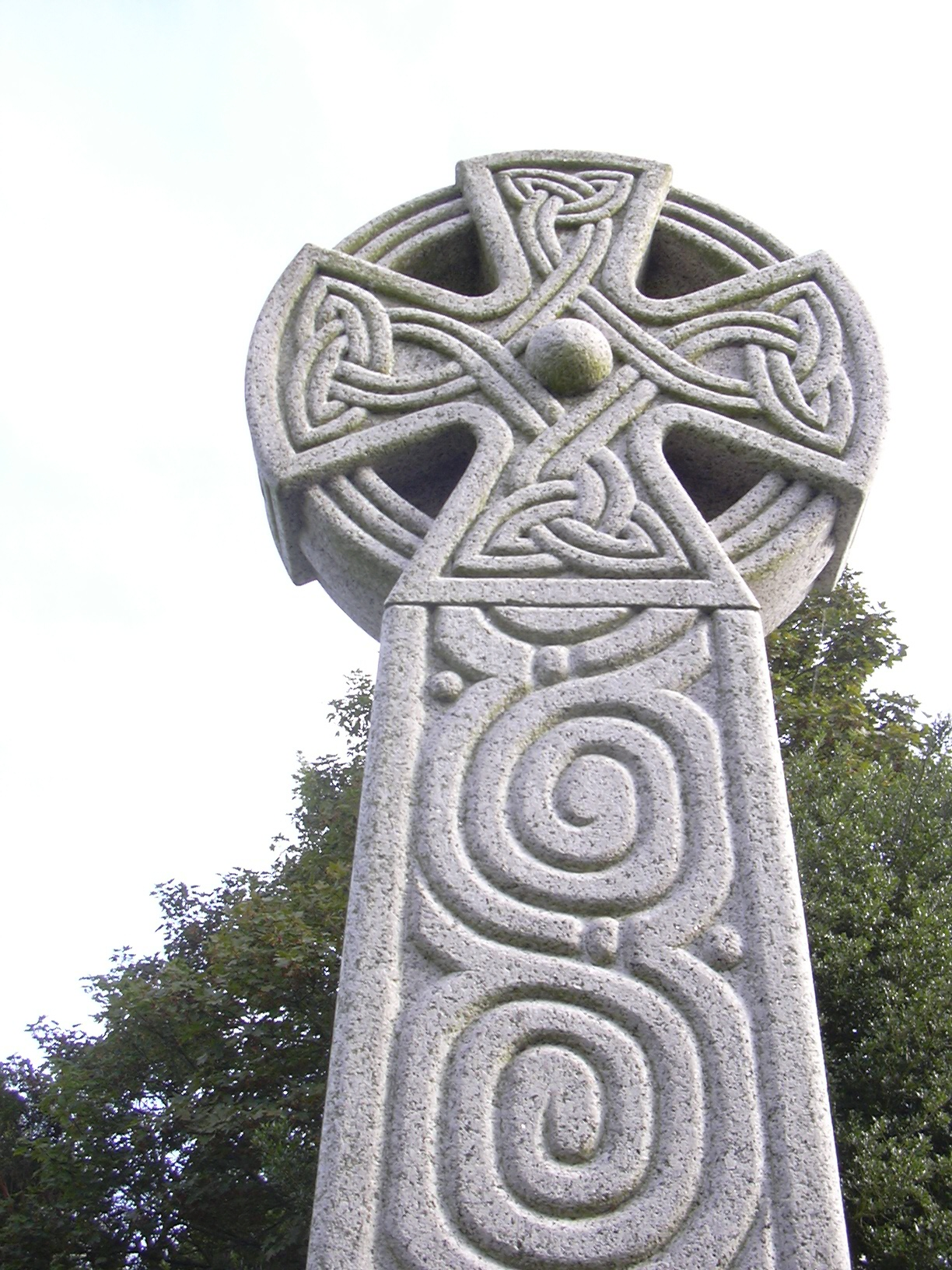
墓园中一个用本地石料制作的战争纪念碑，位于愛爾蘭凯里郡康斯坦丁

在爱尔兰有一个流行的说法，认为凯尔特十字是在向爱尔兰的异教徒传教的时候，首先被圣帕特里克或者可能是被圣戴克兰所采用。据信，圣帕特里克将基督教中的十字与太阳的十字晕（suncross）相结合，通过将太阳赋予生命的涵义与十字架相关联，来达到向异教徒彰显十字架重要性的目的。
至少早在7世纪开始，爱尔兰的僧侣们就先后在爱尔兰凯尔特人区域和大不列颠王国中竖立起凱爾特十字的石碑。其中有些石碑上刻有北欧诗歌的碑文。其中，在康沃尔郡（珀兰波斯（Perranporth）的圣皮伦十字（St Piran’s cross）尤为出名）、威尔士、罗纳岛、赫布里底群岛（英国苏格兰西部）和爱尔兰上的许多地方，都有依旧耸立着残存的凱爾特十字。而其他用石头做成的十字，则可以在以往诺森布里亚王国（英格兰东北部地区的古盎格鲁撒克逊王国，领土从亨伯河延伸至福思河）和苏格兰王国所处的位置找到，但这些石头却另结合了盎格鲁-撒克逊十字的制作传统，鲁斯韦尔十字碑（Ruthwell Cross）就是一个很好的例子。
最著名并且依旧竖立着的凯尔特十字有：
- 爱尔兰伦斯特省米斯郡的凯恩斯十字
- 北爱尔兰蒂龙郡的阿爾德比十字（Ardboe Auld Cross）
- 爱尔兰劳斯郡莫那斯特博伊斯（Monasterboice，一座建造于6世纪的修道院）的十字碑群，
- 愛爾蘭奥法利郡克朗麦克诺伊斯（Clonmacnoise）的聖經十字（Cross of the Scriptures）

凯尔特十字通常是由石头做成的。而在15世纪之后，除了少数名不见经传的案例之外，拥有轮状的凱爾特十字开始不再制造与豎立於凯尔特人的土地上了。

## 其他使用

### 凱爾特复兴
19世纪中叶的凯尔特文化复兴，令更多爱尔兰的人开始使用并创造凯尔特十字。1853年，一些历史上凱爾特十字的样本被在都柏林工业展览会上向有兴趣的观众们展示，1857年亨利·奥里尔出版了介紹凱爾特十字的書籍。这两个事件在爱尔兰里激发起了人们对凯尔特十字作为一种文化遗产复兴的兴趣。1860年代，凱爾特十字被设计成一种新的时尚形式，用于维多利亚时期都柏林公墓的纪念碑，之后这种复兴又从都柏林传播至全国甚至之外。
自从凯尔特文化复兴之后，除了一些更传统的宗教象征之外，凯尔特十字也成为了凯尔特文化身份的一个象征。从1899年到1940年工作在苏格兰爱奥那岛上的亚历山大和尤菲米娅·里奇，推广了凯尔特十字作为一种饰物的用途。
自从1850年代的复兴以来，凯尔特十字就被广泛地使用于墓地上。这违反了中世纪和凯尔特文化复兴时期这个符号被用于公众纪念碑的惯例。现在凯尔特十字被广泛用于珠宝、T恤、刺青、咖啡杯等物件之上。盖尔运动协会和北爱尔兰国家足球联盟都将凯尔特十字用于它们的标志设计和广告之中。

### 白人至上主義

新納粹主義旗幟

凱爾特十字的一個版本被白人至上主義者用作象徵。它在20世紀30年代和40年代被挪威的納粹使用過；在現代它被新納粹分子、三K黨成員和其他白人至上主義團體所使用。一般來說，白人至上主義者使用的符號是方形十字架，而不是傳統的長十字架。這個符號是風暴前線（Stormfront）標誌的一部分。
有人認為，右翼政治背景下這一符號的採用與耶穌會神父保羅·東克爾（Paul Doncœur）的活動有關，他是法國戰間童子軍運動的傑出人物。1924年，反教權主義的左翼聯盟在大選中獲勝，引發了右翼勢力的動員，東克爾在全國天主教聯盟和DRAC的成立中發揮了重要作用。東克爾受到G·K·切斯特頓的小說《球與十字架》的啟發，決定將這一運動的象徵「十字軍」設計為一個圓圈，代表物質世界，旁邊支撐著一個與圓圈相交的方形基督教十字架。
法國淪陷後，維希政府依賴既有的組織，依照國民革命的原則推行青年政策。此領域由天主教童子軍運動主導，其領導人負責青年總秘書處。1941年東克爾的標誌被採納為阿爾及利亞軍團學員隊的徽章。隨後，它被用作1942年成立的青年民事服務機構國家隊伍（Equipes nationales）的徽章。戰後皮埃爾·西多斯（Pierre Sidos）將這個符號作為他於1949年創立的極右翼運動「年輕民族」的徽章。在德国因为凯尔特十字被一个已被禁止的新纳粹党派所采用，故德国政府禁止这个标志的公众展示。其政治和公众上对此标志的禁止是为了防止纳粹主义的复苏。